# Kill Fuck Die
Albums de W.A.S.P.
Still Not Black Enough
(1995) Helldorado
(1999)
Kill Fuck Die est le septième album studio du groupe W.A.S.P. sorti en 1997.

## Liste des titres
Toutes les pistes par Blackie Lawless et Chris Holmes.
| No  | Titre                 | Durée |
| --- | --------------------- | ----- |
| 1.  | Kill.Fuck.Die.        | 4:20  |
| 2.  | Take the Addiction    | 3:41  |
| 3.  | My Tortured Eyes      | 4:03  |
| 4.  | Killahead             | 4:07  |
| 5.  | Kill Your Pretty Face | 5:49  |
| 6.  | Fetus                 | 1:23  |
| 7.  | Little Death          | 4:12  |
| 8.  | U                     | 5:10  |
| 9.  | Wicked Love           | 4:36  |
| 10. | The Horror            | 8:26  |

## Singles
- Kill Fuck Die

## Composition du groupe
- Blackie Lawless : Chants, guitare rythmique et Synthétiseur.
- Chris Holmes : Guitare
- Mike Duda : Basse
- Stet Howland : Batterie